# Telchinia odzalae
Telchinia odzalae is een vlinder uit de familie van de Nymphalidae. De wetenschappelijke naam van de soort is voor het eerst voorgesteld door Steve Collins in een publicatie uit 1997.
De soort komt voor in Congo-Brazzaville. De soort is vernoemd naar het Nationaal park Odzala-Kokoua, waar deze soort voor het eerst is ontdekt.